# Barichneumonites picinus
Barichneumonites picinus là một loài tò vò trong họ Ichneumonidae.